# Irene Schouten
Irene Schouten (Zwaagdijk-Oost, 21 juni 1992) is een Nederlands schaatsster die zowel op de langebaan (met name de lange afstanden) als op de marathon en de inline-skates actief was. In 2009 maakte zij haar debuut voor haar eerste commerciële team 1nP-Engenius waar zij ook kon trainen met Annouk van der Weijden met wie zij later in 2018 in de mass start naar een bronzen medaille reed. Ze schaatste in seizoen 2010/2011 voor Team Anker en tijdens de marathon in het team Timpaan met Maaike Vos en Corina Strikwerda. Sinds 2015 traint ze bij Jillert Anema in de ploeg Clafis, dat in 2018 is overgaan in Team easyJet en later in Team Zaanlander. Haar marathonschaatsploeg heet Team Royal A-ware. Van 2013 tot en met 2017 en 2019 werd zij Nederlands kampioen massastart. In 2015 en 2019 werd ze wereldkampioen massastart. In 2021 werd ze wereldkampioen 5000 meter en ploegenachtervolging. Tijdens de Olympische Winterspelen 2022 won ze goud op de 3000 meter en de 5000 meter, beide in een nieuw olympisch record. Op de slotdag won ze goud bij de massastart en is daarmee een van de meest succesvolle sporters van de winterspelen op 1 toernooi. In 2022 legde ze ook beslag op de wereldtitel allround.
Haar oudere broer Simon schaatste ook in het Team easyJet.

## Carrière
Haar doorbraak kwam in het seizoen 2009/2010. Ze schaatste toen voor het gewest Noord-Holland/Utrecht onder leiding van Peter Bos, met sponsor 1nP-Engenius (later team 1nP) waar manager en schaatser Michiel Wienese de leiding had. Zij kwalificeerde zich toen voor het NK Afstanden 2010, waar ze op de 3000 meter als 18e eindigde als jongste deelnemer. Op diezelfde afstand was ze onder meer winnaar van wereldbekerwedstrijden voor junioren in Groningen en Collalbo en het eindklassement in die juniorenwereldbeker. Tijdens het NK Junioren Allround 2010 werd Schouten derde op de 3000 meter en in het klassement.
Na deelname aan de trainingskampen van team 1nP-Engenius maakte Schouten de overstap naar team Anker. In dat seizoen 2010/2011 plaatste Schouten zich op vier afstanden voor het NK afstanden. Op de 3000 meter eindigde ze als vierde en mocht derhalve wereldbekerwedstrijden gaan rijden. Nadat ze de 1500 liet schieten eindigde ze op de 5000 meter als zesde en viel hiermee net buiten de boot voor een tweede wereldbekerticket.
Voor seizoen 2011/2012 maakte ze de overstap naar Team Liga. De NK Afstanden moest ze laten schieten vanwege, naar later bleek, het gestoord functioneren van haar schildklier. Medicijnen moesten dit verhelpen, maar het aanslaan van de medicatie duurde echter even waardoor ze pas het tweede deel van het seizoen kon instromen. Ter vervanging reed ze een aangepast schema. De tweede marathon in Amsterdam, na die van Tilburg, sloot ze op 10 december af als tweede.
In september 2012 won Schouten samen met Elma de Vries en Manon Kamminga een gouden medaille op de WK inline-skaten op het onderdeel aflossingskoers. In het schaatsseizoen dat daar op volgde wilde Schouten een ticket veroveren voor de wereldbeker op het onderdeel massastart, wat in eerste instantie mislukte. Op 2 januari 2013 lukte het haar alsnog om het ticket te pakken, door het eerste NK massastart te winnen tijdens de KNSB Schaatsweek. Daarna wist ze ook op 17 januari de marathon op het natuurijs van Gramsbergen te winnen, na in de dagen ervoor al tweede te zijn geweest in Noordlaren en Haaksbergen. Op 9 februari 2013 was tijdens de massastart in Inzell onduidelijk wie derde was geworden, Huisman of Schouten, en bleek tijdens de huldiging dat Schouten onterecht op het podium stond, in plaats van Huisman Een week later in Thialf won Schouten haar eerste wereldbekerwedstrijd op de massastart.
Tijdens de tweede KPN Marathon Cup-wedstrijd in Thialf op 19 oktober 2013 ging Schouten als 1000e marathonwinnares de boeken in. Op 2 maart 2014 eindigde Schouten verrassend als derde op het NK Allround 2014 in de open lucht van Amsterdam, waardoor ze met drie duizendste verschil op Jorien Voorhuis een van de tickets greep voor het WK Allround 2014 in Thialf.
Op zondag 15 februari werd Schouten bij de Wereldkampioenschappen schaatsen afstanden 2015 in Heerenveen de eerste wereldkampioene massastart door in de sprint de Canadese Ivanie Blondin en Schoutens landgenote Mariska Huisman (die gedurende de wedstrijd het kopwerk voor Schouten verrichtte) voor te blijven. Op zondag 3 januari 2016 won Schouten haar eerste Nederlandse titel in het marathonschaatsen, een jaar later prolongeerde ze haar marathontitel.
Op 10 februari 2019 behaalde Schouten haar tweede wereldtitel op de massastart tijdens de Wereldkampioenschappen afstanden die in Inzell (Duitsland) gehouden werden. Schouten won met overmacht en versloeg in een lange sprint de Canadese Ivanie Blondin met behulp van Melissa Wijfje.
Op de Wereldkampioenschappen Afstanden 2021 in Heerenveen won Schouten de 5000 meter en maakte ze deel uit van het gouden ploegenachtervolgingsteam. Bij de Europese Kampioenschappen allround werd ze tweede. Ten slotte won ze de vanwege de coronapandemie ingekorte Wereldbeker op zowel de lange afstanden (3000 meter) als de massastart.
Het volgende wereldbekerseizoen begon met alleen maar winst op de lange afstanden en de massastarts. In Salt Lake City dook Schouten ruim een seconde onder het Nederlandse record op de 3000 meter van Esmee Visser. Alleen Martina Sáblíková was één keer sneller geweest.
In 2022 werd Schouten Sportvrouw van het jaar (Nederland). Ze kreeg de Jaap Eden Award uit handen van Ruud Gullit.
Op 19 februari 2024 maakte Schouten bekend te gaan stoppen met haar schaatscarrière. Begin 2025 keerde zij echter weer terug op de ijsbaan. Bij een marathon in Thialf werd ze niet door haar ploeg opgesteld en kreeg ze van Jillert Anema het advies om niet te starten. Daarop regelde Schouten zelf bij de KNSB een wildcard en beennummer, en ging indidueel van start met een zwart pak met reclame voor de Hersenstichting. Anema was er niet blij mee, nu ging de aandacht van de pers naar Schouten en niet naar de winst van de ploeg en Marijke Groenewoud. Hierna kwam het tot een breuk tussen Team Albert Heijn Zaanlander en Schouten en werd haar contract dat nog een jaar doorliep ontbonden.

## Persoonlijke records
| Afstand    | Tijd    | Datum           | Baan           |
| ---------- | ------- | --------------- | -------------- |
| 500 meter  | 39,24   | 5 maart 2022    | Hamar          |
| 1000 meter | 1.18,41 | 27 oktober 2013 | Heerenveen     |
| 1500 meter | 1.52,12 | 5 december 2021 | Salt Lake City |
| 3000 meter | 3.52,89 | 3 december 2021 | Salt Lake City |
| 5000 meter | 6.41,25 | 5 maart 2023    | Heerenveen     |

## Resultaten
| Jaar | NK Afstanden                                              | NK Allround             | NK Sprint                | EK Afstanden                       | EK Allround    | WK Allround           | WK Afstanden                                  | Olympische Spelen                              | Wereldbeker                                        | WK Junioren                              |
| ---- | --------------------------------------------------------- | ----------------------- | ------------------------ | ---------------------------------- | -------------- | --------------------- | --------------------------------------------- | ---------------------------------------------- | -------------------------------------------------- | ---------------------------------------- |
| 2010 | 18e 3000m                                                 |                         |                          |                                    |                |                       |                                               |                                                |                                                    |                                          |
| 2011 | 17e 1000m 4e 3000m 6e 5000m                               | 8e (7e, 12e, 6e, 9e)    |                          |                                    |                |                       |                                               |                                                | 50e 3k/5k                                          | 11e (15e, 12e, 14e, 9e) DQ achtervolging |
| 2013 | 19e 1000m · 8e 1500m · 15e 3000m · massastart             | NC11 (10e, 13e, 15e, -) | 11e (17e, 10e, 15e, 9e)  |                                    |                |                       |                                               | 4e massastart                                  |                                                    |                                          |
| 2014 | 20e 1000m · 12e 1500m · 18e 3000m · massastart            | · (7e, , )              |                          |                                    |                | 6e (10e, 5e, 11e, 5e) |                                               |                                                | massastart                                         |                                          |
| 2015 | 18e 1000m · 10e 1500m · 15e 3000m · 9e 5000m · massastart | NC11 (9e, 12e,11e, NQ ) | 14e (21e, 14e, 23e, 14e) |                                    |                |                       | massastart                                    |                                                | massastart                                         |                                          |
| 2016 | 12e 1500m · 6e 3000m · 5000m · massastart                 | NC9 (17e, 7e, 9e, -)    |                          |                                    |                |                       | 5000m · 10e massastart                        | 3k/5k · massastart · achtervolging             |                                                    |                                          |
| 2017 | 6e 3000m · 5e 5000m · massastart                          |                         |                          |                                    |                |                       | 22e massastart                                | 20e 3k/5k 4e massastart                        |                                                    |                                          |
| 2018 | 3000m · 4e 5000m                                          |                         |                          |                                    |                |                       |                                               | massastart                                     | 8e 3k/5k 16e massastart                            |                                          |
| 2019 | 12e 3000m · massastart                                    |                         |                          |                                    |                |                       | massastart                                    |                                                | massastart                                         |                                          |
| 2020 | 8e 1500m · 3000m · 5000m · massastart                     |                         |                          | 7e 3000m · massastart              |                |                       | 7e 3000m · 7e 5000m · massastart              | 39e 3k/5k · massastart                         |                                                    |                                          |
| 2021 | 6e 1500m · 3000m · 5000m                                  |                         |                          |                                    | · (9e, ,8e , ) |                       | 3000m · 5000m · achtervolging · massastart    | 10e 1500m · 3k/5k · massastart · achtervolging |                                                    |                                          |
| 2022 | 4e 1500m · 3000m · 5000m · massastart                     |                         |                          | 3000m · massastart · achtervolging |                | · (7e, , 5e , )       |                                               | 3000m · 5000m · achtervolging · massastart     | 17e 1500m · 3k/5k · massastart · achtervolging     |                                          |
| 2023 | 3000m · 5000m · massastart                                |                         |                          |                                    |                |                       | 3000m · 5000m · massastart · DQ achtervolging |                                                | 45e 1500m · 7e 3k/5k · 5e massastart achtervolging |                                          |
| 2024 | 7e 1500m · 3000m · 5000m · massastart                     |                         |                          |                                    |                |                       | 3000m · 5000m · massastart · achtervolging    | 5e 3k/5k · massastart 10e achtervolging        |                                                    |                                          |

NG = Niet Gestart

### Medaillespiegel
Bijgewerkt tot en met 18-02-2024
| Kampioenschap             | Goud · | Zilver · | Brons · |
| ------------------------- | ------ | -------- | ------- |
| NK Afstanden              | 15     | 3        | 1       |
| NK allround klassement    | 0      | 0        | 1       |
| NK allround afstanden     | 0      | 1        | 2       |
| Olympische Spelen         | 3      | 0        | 2       |
| EK allround klassement    | 0      | 1        | 0       |
| EK allround afstanden     | 1      | 1        | 0       |
| EK Afstanden              | 5      | 2        | 0       |
| WK allround klassement    | 1      | 0        | 0       |
| WK allround afstanden     | 1      | 1        | 0       |
| WK Afstanden              | 8      | 3        | 5       |
| Wereldbeker 3000 meter    | 1      | 1        | 2       |
| Wereldbeker 5000 meter    | 0      | 0        | 0       |
| Wereldbeker massastart    | 11     | 7        | 4       |
| Wereldbeker achtervolging | 0      | 1        | 0       |
| Wereldbeker klassement    | 3      | 6        | 1       |

## Marathon
2010
- KPN Marathon Cup 5 Deventer
- KPN Marathon Cup 6 Den Haag
- KPN Marathon Cup 8 Amsterdam
- KPN Marathon Cup 17 Heerenveen
- KPN Marathon Cup 17 Heerenveen

2011
- KPN Marathon Cup 1 Amsterdam
- KPN Marathon Cup 6 Eindhoven
- KPN Marathon Cup 13 Amsterdam

2012
- 5e KPN Marathon Cup 7 Tilburg
- KPN Marathon Cup 9 Alkmaar
- KPN Marathon Cup 12 Amsterdam
- De 100 van Eernewoude
- Puntenkoers Heerenveen

2013
- KPN Marathon Cup 1 Amsterdam
- KPN Marathon Cup 4 Den Haag
- Kwintus Nova Trophy Dronten
- 5e Nederlandse Kampioenschappen
- KPN Marathon Cup 14 Eindhoven
- Marathon Haaksbergen
- Marathon Gramsbergen
- 4e Ronde van Skasterlân
- 4e Essent ISU World Cup 3 Inzell
- Puntenkoers

2014
- KPN Marathon Cup 1 Amsterdam
- KPN Marathon Cup 2 Heerenveen
- KPN Marathon Cup 4 Utrecht
- KPN Marathon Cup 5 Den Haag
- KPN Marathon Cup 8 Hoorn
- KPN Marathon Cup 11 Breda
- KPN Marathon Cup 13 Groningen

2015
- KPN Marathon Cup 2 Heerenveen
- KPN Marathon Cup 4 Den Haag
- KPN Marathon Cup 9 Breda
- KPN Nederlands Kampioenschap Marathon Groningen
- KPN Marathon Cup 15 Deventer

2016
- KPN Marathon Cup 1 Amsterdam
- KPN Nederlands Kampioenschap Marathon
- Marathon Haaksbergen (eerste marathon op natuurijs)

2017
- KPN Marathon Cup 1 Amsterdam
- KPN Marathon Cup 2 Leeuwarden
- KPN Marathon Cup 4 Heerenveen
- KPN Nederlands Kampioenschap Marathon
- KPN Marathon Cup 11 Groningen
- KPN Marathon Cup 13 Deventer
- KPN Marathon Cup Finale Amsterdam

2018
- KPN Marathon Cup 3 Heerenveen
- KPN Nederlands Kampioenschap Marathon
- KPN Marathon Cup 10 Heerenveen
- KPN Marathon Cup 12 Groningen

2019
- KPN Marathon Cup 1 Amsterdam
- KPN Marathon Cup 2 Deventer
- KPN Nederlands Kampioenschap Marathon

2020
- KPN Nederlands Kampioenschap Marathon

2022
- KPN Nederlands Kampioenschap Marathon

2023
- KPN Nederlands Kampioenschap Marathon
- KPN Marathon Cup 1 Groningen
- KPN Marathon Cup 2 Utrecht
- KPN Marathon Cup 3 Heerenveen
- 4e KPN Marathon Cup 4 Den Haag
- DNS KPN Matathon Cup 5 Haarlem
- DNS KPN Marathon Cup 6 Hoorn
- DNS KPN Marathon Cup 7 Deventer
- DNS KPN Marathon Cup 8 Breda
- De Staatsloterij Schaatsmarathon Amsterdam
- KPN Marathon Cup 9 Groningen
- KPN Marathon Cup 10 Tilburg
- KPN Marathon Cup 11 Heerenveen
- DNS KPN Marathon Cup 12 Eindhoven

2024
- KPN Nederlands Kampioenschap Marathon

## Massastart
2010
- Massastart Olympisch Kwalificatie Heerenveen

2013
- Massastart Dronten
- Heerenveen
- Nederlands kampioenschap schaatsen massastart 2013

2014
- Wereldbeker Inzell
- Wereldbeker Heerenveen
- Nederlands kampioenschap schaatsen massastart 2014
- Wereldbeker Obihiro
- Wereldbeker Seoul
- Wereldbeker Berlijn
- Wereldbeker Heerenveen

2015
- Wereldkampioenschap massastart
- Massastart 1 Den Haag
- Wereldbeker Calgary
- Wereldbeker Salt Lake City
- Wereldbeker Inzell
- Nederlands kampioenschap schaatsen massastart 2015

2016
- Wereldbeker Heerenveen
- Nederlands kampioenschap schaatsen massastart 2016
- Wereldbeker Heerenveen

2017
- Wereldbeker Stavanger
- Nederlands kampioenschap schaatsen massastart 2017

2018
- Olympische spelen massastart
- Wereldbeker Obihiro
- Wereldbeker Heerenveen

2019
- Wereldkampioenschap massastart
- Wereldbeker Salt Lake City
- Wereldbeker Minsk
- Wereldbeker Tomaszów Mazowiecki
- Nederlands kampioenschap schaatsen massastart 2019

2020
- Wereldkampioenschap massastart
- Wereldbeker Heerenveen
- Nederlands kampioenschap schaatsen massastart 2020
- Europees kampioenschap massastart

2021
- Wereldbeker Heerenveen
- Wereldbeker Heerenveen
- Wereldkampioenschap massastart
- Wereldbeker Tomaszów Mazowiecki
- Wereldbeker Stavanger
- Nederlands kampioenschap schaatsen massastart 2021

2022
- Olympische spelen massastart
- Wereldbeker Heerenveen
- Wereldbeker Stavanger
- Wereldbeker Heerenveen
- Wereldbeker Calgary
- Wereldbeker Calgary
- Nederlands kampioenschap schaatsen massastart 2022
- Europees kampioenschap massastart

2023
- Wereldkampioenschap massastart
- Wereldbeker Stavanger
- Wereldbeker Tomaszów Mazowiecki
- Nederlands kampioenschap schaatsen massastart 2023

2024
- Wereldbeker Salt Lake City
- Wereldkampioenschap massastart
- Nederlands kampioenschap schaatsen massastart 2024
- Europees kampioenschap massastart

## Overige prijzen
- Wereldkampioenschappen inline-skaten 2012, aflossingskoers op de weg:
- NK Afstanden voor junioren 2013, klasse neo-senioren:  1000m,  1500m,  3000m
- Wereldbekerfinale massastart op 10 maart 2013 in Heerenveen
- Marathonschaatser van het Jaar 2018/19
- Werldkampioen allround op 6 maart 2022 in Hamar, Noorwegen.

## Persoonlijk
Schouten trouwde op 18 juni 2022 met haar partner. Op 6 december 2024 kregen zij een zoon.
1960: Lidia Skoblikova ·
1964: Lidia Skoblikova ·
1968: Ans Schut ·
1972: Stien Baas-Kaiser ·
1976: Tatjana Averina ·
1980: Bjørg Eva Jensen ·
1984: Andrea Schöne ·
1988: Yvonne van Gennip ·
1992: Gunda Niemann ·
1994: Svetlana Bazjanova ·
1998: Gunda Niemann-Stirnemann ·
2002: Claudia Pechstein  ·
2006: Ireen Wüst ·
2010: Martina Sáblíková ·
2014: Ireen Wüst ·
2018: Carlijn Achtereekte ·
2022: Irene Schouten
1988: Yvonne van Gennip ·
1992: Gunda Niemann ·
1994: Claudia Pechstein ·
1998: Claudia Pechstein ·
2002: Claudia Pechstein ·
2006: Clara Hughes ·
2010: Martina Sáblíková ·
2014: Martina Sáblíková ·
2018: Esmee Visser ·
2022: Irene Schouten
2018: Nana Takagi ·
2022: Irene Schouten
Team Albert Heijn Zaanlander
Jorrit Bergsma · Tjerk de Boer · Merel Conijn · Elisa Dul · Daan Gelling · Marijke Groenewoud · Jordy Harink · Sjoerd den Hertog · Kevin van der Horst · Bente Kerkhoff · Irene Schouten · Wisse Slendebroek · Jordan Stolz · Maaike Verweij ·  Melissa Wijfje
Coach: Jillert Anema · Arjan Samplonius